# Langue
Langue (französisch langue [ˈlɑ̃ɡ], deutsch ‚Sprache (eines Volkes)‘) ist in der Sprachwissenschaft, im Speziellen in der Allgemeinen Linguistik, ein von Ferdinand de Saussure eingeführter Fachbegriff und bezeichnet das (allgemeine, überindividuelle, soziale) Sprachsystem als ein System von Zeichen und grammatischen Regeln. „Langue“ ist der Gegenbegriff zu „Parole“ (frz. parole ‚Wort‘, ‚Redeweise‘), der definiert ist als die konkrete räumlich-zeitliche Realisierung der Langue in sprachlichen Äußerungen. Die Langue stellt gewissermaßen das sprachliche Inventar einer Einzelsprache dar, Parole dessen Anwendung.
Die Bezeichnung „langue“ wurde von de Saussure in seinem Werk Cours de linguistique générale (1916; dt.: Grundfragen der allgemeinen Sprachwissenschaft, 1967) eingeführt. Er stellte damit die Sprache auch als soziales Phänomen und eine damit einhergehende Konventionalität sprachlicher Zeichen heraus.
Das Begriffspaar „Langue – Parole“ stellt „den Angelpunkt der gesamten strukturalistischen und nachstrukturalistischen Sprachwissenschaft“ dar. Diese begriffliche Opposition hatte schon Vorläufer, aber auch Parallelen und spätere Varianten:
- „Ergon – Energeia“ (Wilhelm von Humboldt)
- „Sprache – Rede“ (Hermann Paul 1880)
- „Sprachsystem – aktualisierte Rede“ (Georg von der Gabelentz 1891)
- „Langue – Parole“ (Ferdinand de Saussure 1896)
- „Sprachgebilde – Sprechakt“ (Karl Bühler 1934)
- „register – use“ (Michael A. K. Halliday 1961)
- „Kompetenz – Performanz“ (Noam Chomsky 1965)

Ebenfalls als Parallele zu dieser Dichotomie zählt die Unterscheidung zwischen Type vs. Token, die auch korpuslinguistische Methodik anwendet, wobei jedoch die Korpuslinguistik eine der wenigen Unternehmungen darstellt, dieses dichotome Sprachkonzept zu überwinden. Als weiteres diesbezügliches Gegensatzpaar wird zuweilen auch „Muster“ vs. „Anwendung“ genannt.
Kritisiert wird an dem Modell „Langue“ unter anderem der „Autonomieanspruch einer rein theoretischen, innerlinguistischen Sprachbetrachtung“, die zu einer Abwertung der menschlichen Rede, die nur als Mittel zum Zweck der Ermittlung des Korpus der Langue betrachtet werde.
Die „Langue“ ist nach de Saussure terminologisch abzugrenzen von der „Langage“ (frz. langage ‚Sprache (als Ausdrucksmittel)‘, ‚Sprechfähigkeit‘), welche er entweder als Oberbegriff zu „Langue“ und „Parole“ verwendet oder als faculté de langage, also als die menschliche Sprachfähigkeit in Abgrenzung zur tierischen Ausdrucksweise sieht.